# Список военных аэродромов Беларуси
Список военных аэродромов Беларуси — список военных аэродромов на территории Белоруссии.

## Действующие
- Мачулищи[1] — действующий военный аэродром, расположенный южнее города Минска. C 1994 года на аэродроме базируется 50-я смешанная авиационная база.
- Лида — действующий военный аэродром, расположенный восточнее одноимённого города Лида Гродненской области в Белоруссии. На аэродроме базируется 116-я гвардейская штурмовая авиационная Радомская Краснознаменная база ВВС Белоруссии.
- Барановичи[1] — действующий военный аэродром в городе Барановичи. Базируется 61-я авиационная база ВВС и ПВО Вооружённых сил Белоруссии.

## Запасные
- Бобруйск — действующий военный аэродром, расположенный на юго-западной окраине Бобруйска. Является запасным аэродромом. На аэродроме базируется 83-й отдельный инженерно-аэродромный ордена Красной Звезды полк ВВС и ПВО Республики Беларусь.
- Болбасово[2][3] — действующий военный аэродром, расположенный вблизи одноимённого городского посёлка в Оршанском районе Витебской области Белоруссии. Является запасным аэродромом.

## Расформированные
- Береза-Картузская[4]
- Бобровичи[5]
- Боровцы[6]
- Быхов[7] — заброшенный военный аэродром, расположенный рядом с одноимённым городом в Могилёвской области Белоруссии. До 25 декабря 1992 года базировалась 57-я морская ракетоносная авиационная дивизия дальнего действия.
- Витебск-Северный — заброшенный военный аэродром, расположенный севернее города Витебска.
- Жабчицы[8]
- Желудок
- Зябровка
- Кобрин
- Кричев[1]
- Лунинец
- Миоры[7]
- Поставы
- Пружаны
- Россь
- Сморгонь
- Щучин